# Сардинка
Сардинка, або сардинелла (Sardinella) — рід риб родини Оселедцеві (Clupeidae). Містить 21 вид зграйних риб, які живуть переважно в теплих водах.

## Ареал
Сардинки поширені в Атлантиці (як західній, так і східній), Середземномор'ї, вздовж тропічних і субтропічних берегів Індійського і Тихого океанів.

## Практичне використання
Ряд видів мають промислове значення. Ця риба є важливою в Індо-Західно-Тихоокеанському регіоні (набагато важливіша, ніж види Herklotsichthys, як можна побачити на рибних ринках Індії та Південно-Східної Азії). Загальний зареєстрований вилов сардинелли в 1983 році становив 1499 437 тонн (близько 60% невідомих; основними видами були Sardinella longiceps і Sardinella aurita).

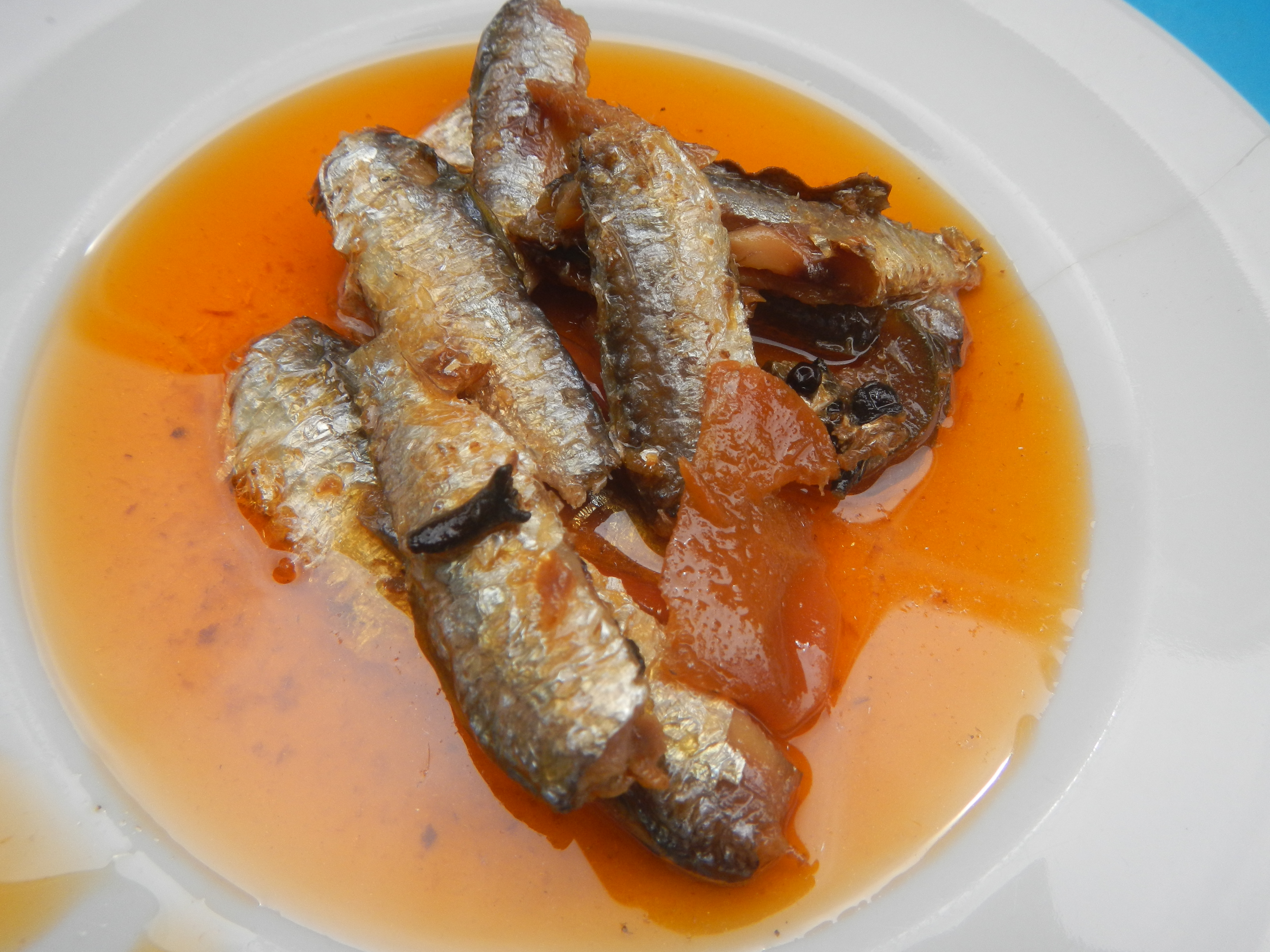
Sardinella tawilis  як їжа
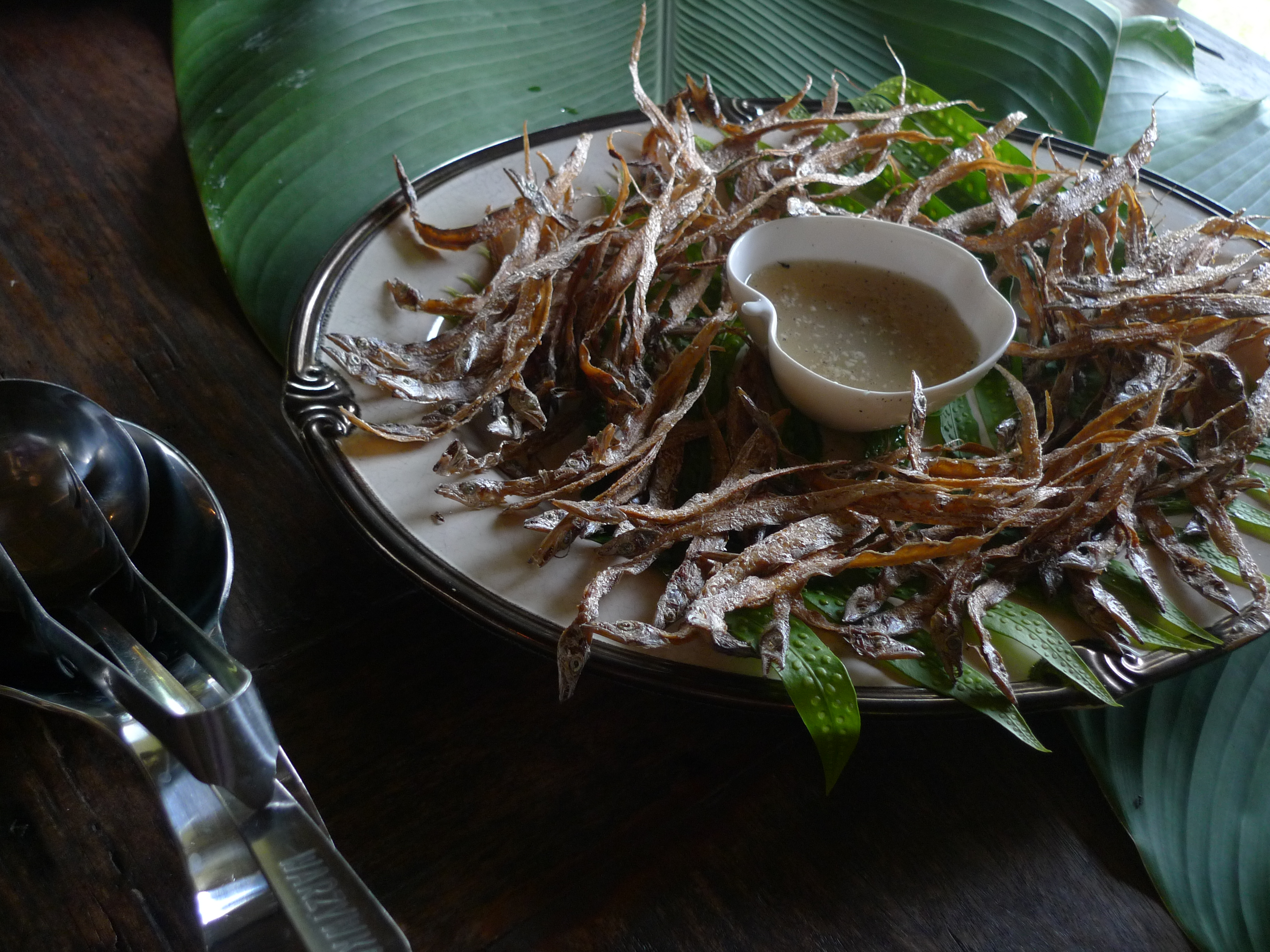
Страва з Sardinella tawilis
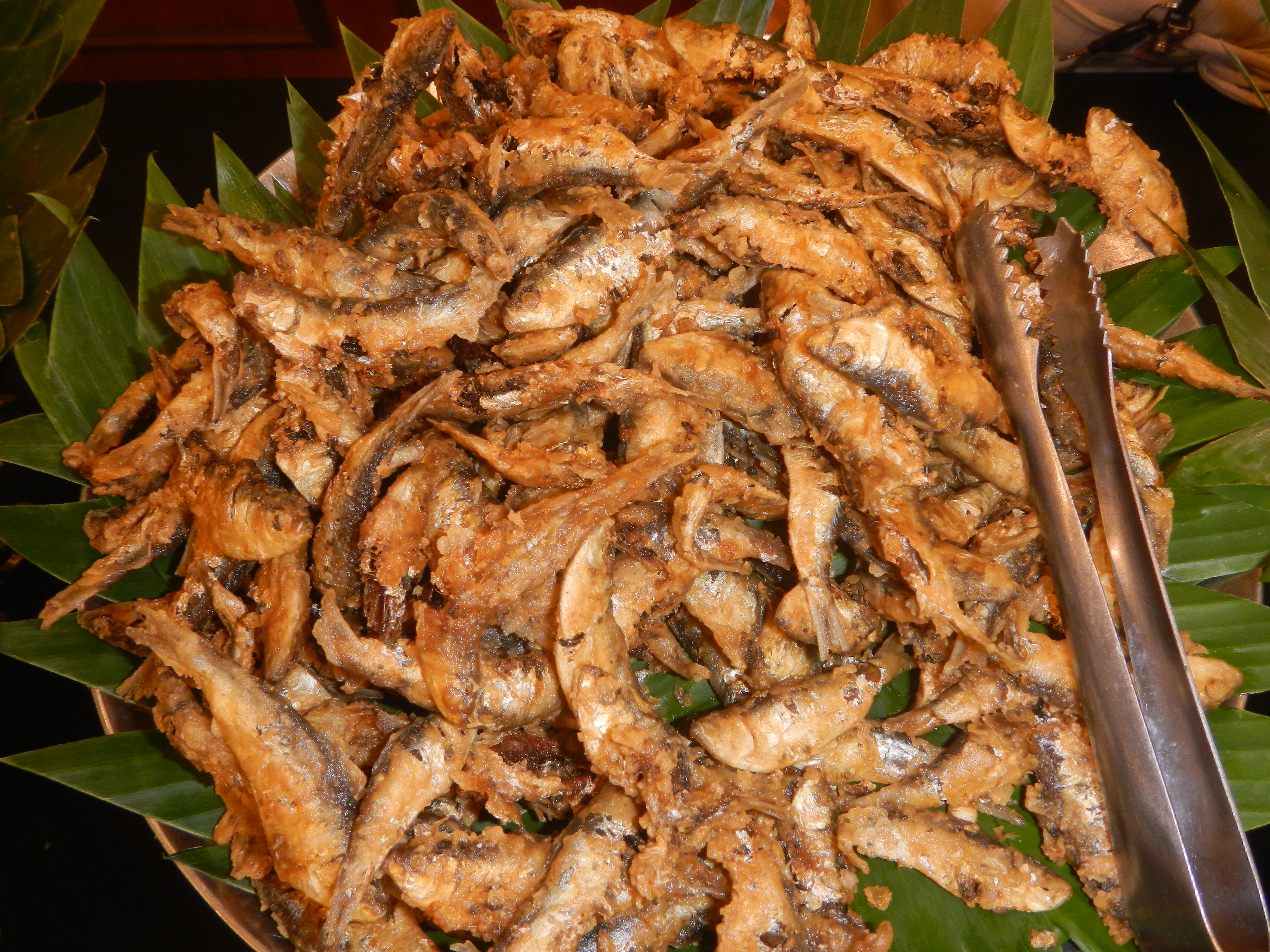
Страва з Sardinella tawilis
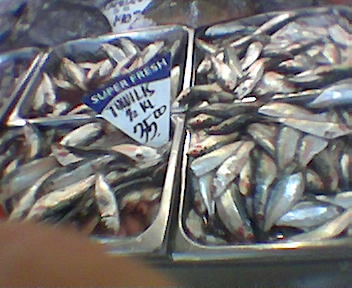
Sardinella tawilis в кошику

## Види
- Sardinella albella (Valenciennes, 1847) — Сардинка біла
- Sardinella atricauda (Günther, 1868)
- Sardinella aurita Valenciennes, 1847 — Сардинка кругла
- Sardinella brachysoma Bleeker, 1852
- Sardinella fijiense (Fowler & Bean, 1923)
- Sardinella fimbriata (Valenciennes, 1847)
- Sardinella gibbosa (Bleeker, 1849) — Сардинка жовтосмуга
- Sardinella hualiensis (Chu & Tsai, 1958) — Сардинка тайванська
- Sardinella janeiro (Eigenmann, 1894) — Сардинка бразильська
- Sardinella jussieu (Lacépède, 1803) — Сардинка мавританська
- Sardinella lemuru Bleeker, 1853
- Sardinella longiceps Valenciennes, 1847 — Індійська масляна рибка
- Sardinella maderensis (Lowe, 1838)
- Sardinella marquesensis Berry & Whitehead, 1968 — Сардинка маркизанська
- Sardinella melanura (Cuvier, 1829) - Сардинка чорнохвоста
- Sardinella neglecta Wongratana, 1983 — Сардинка східноафриканська
- Sardinella richardsoni Wongratana, 1983 — Сардинка Річардсона
- Sardinella rouxi (Poll, 1953) — Сардинка жовтопера
- Sardinella sindensis (Day, 1878)
- Sardinella tawilis (Herre, 1927) — Сардинка прісноводна
- Sardinella zunasi (Bleeker, 1854) — Сардинка японська